# Лей (лунный кратер)
Кратер Лей (лат. Ley) — большой древний ударный кратер в северном полушарии обратной стороны Луны. Название присвоено в честь немецкого популяризатора науки Вилли Лея (1906—1969) и утверждено Международным астрономическим союзом в 1970 г.  Образование кратера относится к нектарскому периоду.

## Описание кратера
Ближайшими соседями кратера являются кратер Винер на западе; кратер Кемпбелл на севере-северо-западе; кратер Ланжевен на востоке-северо-востоке; кратер Головин на востоке-юго-востоке; кратер Эпплтон на юге-юге-востоке и кратер Нейман на юго-западе. Селенографические координаты центра кратера 42°07′ с. ш. 154°50′ в. д. / 42,11° с. ш. 154,84° в. д., диаметр 81,1 км, глубина 2,8 км.
Кратер Лей имеет полигональную форму и значительно разрушен. Юго-западную часть кратера частично перекрывает кратер Нейман, в свою очередь кратер Лей частично перекрывает юго-восточную часть кратера Кемпбелл. Вал сглажен и перекрыт множеством мелких кратеров, лучше всего сохранилась западная часть вала. Дно чаши сравнительно ровное за исключением пересеченной юго-западной части, покрытой породами выброшенными при образовании кратера Нейман и остатками собственного вала сдвинутого при импакте, испещрено множеством мелких кратеров. В северо-западной части чаши расположен небольшой приметный чашеобразный кратер.

## Сателлитные кратеры
Отсутствуют.

## См.также
- Список кратеров на Луне
- Лунный кратер
- Морфологический каталог кратеров Луны
- Планетная номенклатура
- Селенография
- Минералогия Луны
- Геология Луны
- Поздняя тяжёлая бомбардировка